# Лосево (Семилукский район)
Лосево — село в Семилукском районе Воронежской области.
Административный центр Лосевского сельского поселения.

## Расположение
Село расположено на левом берегу Ведуги, притоке Дона

## Население
| 1859 | 1897 | 2005 | 2010 |
| ---- | ---- | ---- | ---- |
| 535  | ↗769 | ↘557 | ↘531 |

## Транспорт
Ежедневно из села и обратно ходит автобус до районного центра Семилуки.

## Улицы
В Лосеве 10 улиц:
- ул. Заречная
- ул. Лесная
- ул. Набережная
- пер. Родниковый
- ул. Советская
- ул. Солнечная
- ул. Транспортная
- ул. Центральная
- ул. Школьная